# وایولت کمبل-کوپر
وایولت کمبل-کوپر (انگلیسی: Violet Kemble-Cooper; ۱۲ دسامبر ۱۸۸۶ – ۱۷ اوت ۱۹۶۱) هنرپیشه اهل بریتانیا بود.
از فیلم‌ها یا برنامه‌های تلویزیونی که وی در آن نقش داشته‌است می‌توان به رومئو و ژولیت، دیوید کاپرفیلد، و کاردینال ریشلیو اشاره کرد.